# 第百十国立銀行
第百十国立銀行（だいひゃくじゅうこくりつぎんこう）は、かつて山口県にあった国立銀行。現在の山口銀行の主たる前身。

## 概要
三井財閥と関係の深かった井上馨が設立や再建に深く関わり、三井銀行（現・三井住友銀行）から下関支店の経営を譲渡されるなどして、当初は三井銀行と関係が深い時期があった。昭和初期には三菱銀行（現・三菱UFJ銀行）と密接な関係を持ち、「三菱財閥の直系」とも論じられるようになったが、1943年頃に三菱銀行から三和銀行（現・三菱UFJ銀行）への百十銀行株式譲渡が行われ、以後は三和銀行と関係を持つに至った。三和銀行との関係は、新設された山口銀行に引き継がれた。
なお、現在の山口県に本店を置いた国立銀行としては第百三国立銀行（本店岩国、1898年に営業満期となり日本商業銀行が買収、統合による安田銀行設立を経て現在のみずほ銀行）がある。

## 沿革

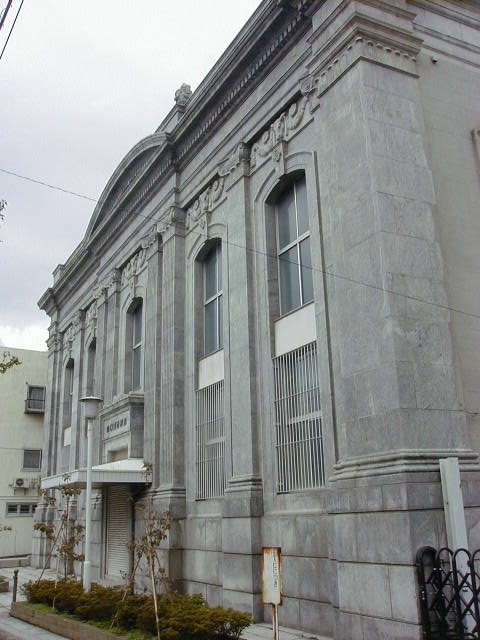
1933年以降の本店（現在は別館）

- 1878年（明治11年）11月25日 - 長州藩旧藩士が、同藩士の井上馨などの勧めによって、金禄公債を主な原資とする資本金60万円で第百十国立銀行を営業開始。初代頭取には士族総代の右田毛利家当主・毛利親信（藤内）が就き、本店を県庁が所在する山口の米屋町においた。
- 1880年（明治13年） - 本店を赤間関市 （現下関市） 西南部町に移転。
- 1892年（明治25年） - 開墾事業に投資したが失敗し、井上馨が救済を取りまとめた。
- 1893年（明治26年） - 本店を同市東南部町に移転、旧本店を新設の日本銀行西部支店に売却[2]
- 1898年（明治31年）11月 - 国立銀行としての営業満期により、株式会社百十銀行と改称。
- 1900年（明治33年）前後から1905年（明治38年） - 日清戦争の後の反動から経済停滞により経営危機に至ったが、炭鉱業の先覚者である貝島太助と麻生太吉に依頼して調査したところ、同行の貸付先である炭鉱の7、8割が不良債権と判断された。井上馨は救済について、杉孫七郎らと井上馨の内山田邸でたびたび会合し、メキシコ弁理公使を辞めて帰国していた室田義文 （ハルビンで伊藤博文が狙撃された折の随行員） を頭取にして、井上がサポートする事になった。室田は銀行経験は一切なかったが、井上の指示に従って、日本銀行総裁の山本達雄や三井財閥の益田孝らを動かし、日本銀行、十五銀行、三井銀行、第一銀行（現・みずほ銀行）、鴻池銀行などの諸銀行と毛利公爵家からも融資を仰ぎ175万円を集めた。室田の補佐役には、毛利公爵家からの出向という水谷耕平を取締役支配人に就けて財務整理をしたが、到底及ばなかった。結局、不良債権は1905年に毛利公爵家が全額を実質的に負担することで解決をみたが、同行は毛利公爵家から縁切りを申し渡されることとなった。
- 1907年（明治40年） - 三井銀行下関支店の営業を譲り受け、本店を同所に移転。[3]
- 1912年（大正元年） - 京都起業銀行の取り付け騒ぎの影響を受け、百十銀行でも取り付け発生。翌年、再建のために首相兼蔵相の桂太郎の人選で植村俊平が頭取に就任。
- 1933年（昭和8年） - 三井銀行下関支店閉鎖にともない同支店の建物・業務を継承、本店を同所に移転[4]
- 1944年（昭和19年）3月31日 - 宇部銀行・船城銀行・華浦銀行・大島銀行との合併で、株式会社山口銀行として発展的に解消

## 合併銀行
- 小郡銀行 （吉敷郡小郡村、現山口市） - 1918年（大正7年）10月1日合併。
- 三田尻塩田銀行 （佐波郡中関村、現防府市） - 1923年（大正12年）4月5日合併。
- 小野田銀行 （厚狭郡須恵村、現山陽小野田市） - 1923年（大正12年）6月5日合併。
- 平生銀行 （熊毛郡平生村、現平生町） - 1923年（大正12年）8月10日合併。
- 福川銀行 （都濃郡福川村、現周南市） - 1924年（大正13年）5月20日合併。
- 萩銀行 （阿武郡萩町、現萩市） - 1928年（昭和3年）11月1日合併。
- 防長銀行 （阿武郡萩町、現萩市） - 1928年（昭和3年）11月1日合併。
- 長周銀行 （都濃郡末武南村、現下松市） - 1944年（昭和19年）3月20日合併。

## 参考資料
- 『山口銀行史』（山口銀行、1999年）
- 『山口銀行史　資料編』（山口銀行、1999年）